# Leptoeme schawalleri
Leptoeme schawalleri là một loài bọ cánh cứng trong họ Cerambycidae.